# Brisbane City Football Club
Il Brisbane City Football Club è una società calcistica con sede a Newmarket, nel Queensland.
Il club è stato costituito nel 1952 e gioca nell'NPL Queensland. Nello stemma è presente il tricolore italiano ed il soprannome dei giocatori riprende quello della nazionale italiana: The Azzurri.